# ويليام أ. غراهام
ويليام أ. غراهام (بالإنجليزية: William A. Graham)‏ هو مدرس أمريكي، ولد في 16 أغسطس 1943 في رالي في الولايات المتحدة.